# Architettura elisabettiana

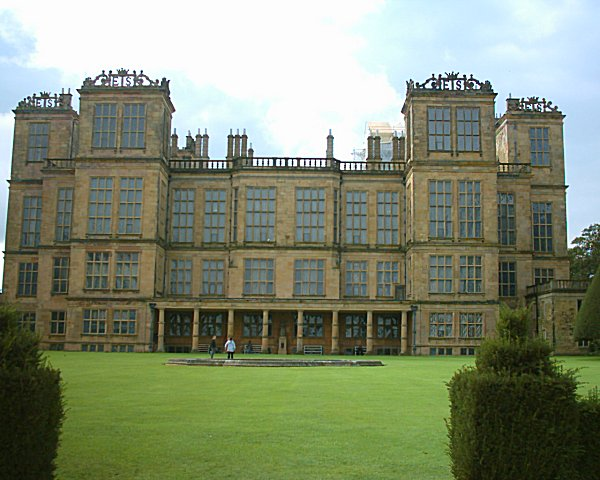
Rinascimento inglese: Hardwick Hall (1590-1597).

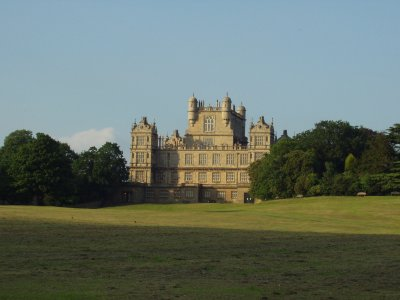
Wollaton Hall, Nottingham, Inghilterra completata nel 1588 per Sir Francis Willoughby dall'architetto elisabettiano Robert Smythson.

Architettura elisabettiana è il termine dato alla prima architettura rinascimentale in Inghilterra, durante il regno di Elisabetta I. Storicamente, il periodo corrisponde al Cinquecento in Italia, al primo Rinascimento in Francia, ed al Plateresco in Spagna.
Stilisticamente, segue lo stile Tudor e verrà seguita dall'architettura giacobiana e poi dall'architettura palladiana introdotta da Inigo Jones.
L'architettura rinascimentale giunse in Inghilterra durante il regno di Elisabetta I, attraverso i Paesi Bassi dove fra le altre caratteristiche acquisì la forma a parallelepipedi sovrapposti, e dalle Fiandre che esportarono i disegni geometrici adornanti i muri esterni. Entrambe queste caratteristiche sono visibili sulle torri di Wollaton Hall e di nuovo nella Montacute House. Fu anche in questo periodo che le case inglesi adottarono il concetto italiano di una galleria lunga che funge da stanza da ricevimento principale. In Inghilterra, il Rinascimento tende a manifestarsi in grandi edifici squadrati e alti come Longleat House. Spesso dispongono di torri simmetriche che sono un'evoluzione dell'architettura fortificata medievale.
Hatfield House, costruita interamente da Robert Cecil, I conte di Salisbury, fra il 1607 ed il 1611, è un perfetto esempio di periodo di transizione fra le torri squadrate e l'era precedente. Si può vedere chiaramente il turrito stile Tudor delle ali con le finestre finestre con volta a quattro centri. Il complesso è simmetrico e le due ali sono raccordate da una facciata rinascimentale italiana. Questa facciata centrale, originariamente una loggia aperta, è stata attribuita ad Inigo Jones stesso, comunque il portico centrale ha una più pesante influenza dell'architettura giacobiana che Jones avrebbe usato, anche se l'attribuzione è probabilmente falsa. All'interno, le scale elaboratamente intagliate danno la sensazione di Rinascimento italiano su ornato inglese.
Durante i regni di Enrico VIII ed Edoardo VI, molti artisti italiani andarono in Inghilterra a lavorare in alcuni palazzi come Hampton Court per la Layer Marney Tower nell'Essex (1522-1525), Sutton Place nel Surrey (1529), Nonsuch Palace ed in molte altre costruzioni. Più avanti nel secolo, gli artigiani fiamminghi sostituirono gli italiani, realizzando il Royal Exchange a Londra (1566-1570), uno degli esempi dei primi edifici disegnati da Henri de Paschen, un architetto di Anversa.
Fra i palazzi costruiti secondo lo stile fiammingo figurano:
- Wollaton
- Hatfield House
- Blickling
- Audley End
- Charterhouse (Londra)
- Danny House